# 懶人包
懶人包，字面意義是讓沒時間、精力的懶人也能使用的封包。指有人熱心的將一個事件整理成簡要、完整的說明，以利於一般人快速了解。始源於網路上為了要解決因為爭議混亂，而不方便民眾掌握參與的問題，事後有熱心的人將事件始末、時序、位置與主要論點等相關資料，整理打包成簡要之圖、文內容，讓閱者快速了解；而現在也精進到了傳媒的新聞動態、影片記錄等多元方式呈現，也做論壇與商業行銷，各地區都廣泛在使用。

## 形式

### 圖、文式
據《PTT鄉民大百科》書載，懶人包最晚於2007年在PTT網站上開始流行。網路上常會有一些重大事件被大量討論，例如亂版、爭吵、或與社會事件相關的爭議等等，因為相關版面常常是一團亂，而且BBS在設計上，文章列表是採標題陳列，在某些文章量大的版面裡，「核心文章」或「關鍵文章」很容易迅速被其他無關主題的文章淹沒。當發生重大事件時，這種設計上相對的缺點，會令後面來的網友無法了解狀況，必須花額外時間瀏覽舊文章，於是就有熱心的民眾整理成所謂懶人包，將事件的原因、始末、時序發展加以整理打包成簡要之圖、文內容，讓其他未參與的民眾也能很快理解。
懶人包不是一個收納了百科全書般豐富知識的大布袋，恰恰相反，它是幫助普通人用最短時間，掌握事件的來龍去脈與核心問題的一種網路傳播文體。簡而言之，就是略去細節，只告訴普通人核心信息的超精鍊寫作。有人說懶人包是台灣的發明，認為視覺資訊圖（infographic）一詞不如台灣的叫法聰明乾脆，直接叫做「懶人包」。

### 新聞、影片式
2009年在美國有個「新聞懶人包」Newsy.com網站，這個包不是「圖文包」，而是「影片包」，創辦人研究人們「看電視新聞」與「上網看新聞」的習性已轉變成「跳躍式」觀賞，可看到一則又一則影片，每片大約2到3分鐘。「新聞懶人包」並不是那種粗糙集成在一起的「今日新聞大集錦」，而是針對一個題目，每次打造一個「最新動態懶人包」，他們會找來各個來源的專業的新聞媒體統合起來，你只要看這麼一部影片，就可以了解各地所當天五則專題的真實報導影片。
而導演齊柏林稱其航空攝影作品《看見台灣》是個「一個半小時認識台灣的懶人包」，用很短的影片與時間來了解台灣。懶人包最常在新聞熱門事件發生時出現，也從早期的“網路”圖、文輯分享，精進到現在的“傳媒”新聞動態、影片記錄等多元方式呈現，各地區都廣泛在使用。

## 批评
懶人包是供人快速理解其重點，內容多為約略或摘述而所作之文宣，難窺全貌。因懶人包所傳遞的社會現象是，為一群懶人不願自己主動蒐集訊息，反而輕信網路轉載的包裹式內容，若懶人包作者或編輯群有斷章取義、散布謠言，在未經查證狀況下，有意參與討論之閱聽人，會反而成了無辜受害者，被迫相信他們以為的事實 。

## 書目
- 《PTT鄉民大百科》 作者Ffaarr 出版者China Times Publishing Company  出版日期2013年9月13日 總頁數272頁